# Зубачов Іван Миколайович
Іван Миколайович Зубачов (15 [28] лютого 1898 — 21 липня 1944) — радянський офіцер, капітан, керівник оборони Цитаделі Берестейської фортеці в районі Холмської брами.

## Біографія
Народився 28 лютого 1898 року в селі Підлісна Слобода Зарайського повіту Рязанської губернії (нині Луховицький район Московської області) у сім'ї селянина-бідняка, який працював на Коломенському машинобудівному заводі. Працював ковалем на тому самому заводі.
У 1918 році вступив до РКП(б). Курсант Перших московських кулеметних курсів, потім воював на Південному та Західному фронтах. Після закінчення Громадянської війни на службі в РСЧА.
Учасник радянсько-фінської війни у званні капітана та посади командира батальйону 44-го полку, потім заступник командира полку з господарської частини. Полк із травня 1941 року дислокувався в Берестейській фортеці.
Із німецьким нападом 22 червня, зважаючи на те, що командир полку П. М. Гаврилов був відрізаний зі своїм загоном у Кобринському укріпленні, очолював оборону на ділянці полку. 24 червня на зборах командирів призначено командиром зведеної групи оборони фортеці (фактично начальником оборони Цитаделі); його заступником був призначений полковий комісар Ю. М. Фомін, про що було складено «Наказ № 1». На цій раді категорично виступив проти планів прориву, вважаючи, що Червона Армія невдовзі має перейти в контрнаступ і повернутися, і завдання гарнізону — обороняти до цього моменту фортецю.
30 червня пораненим взято в полон у руїнах штабного каземату.
Помер у лазареті табору для військовополонених Нюрнберг-Лангвассер (шталаг XIII D) 21 липня 1944 року.

## Пам'ять

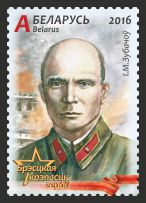
Поштова марка Білорусі, присвячена І. М. Зубачову. 2016 р.

- Вулиця та провулки Зубачова в Мінську.
- Вулиця Зубачова у Бересті.
- Вулиця Зубачова в місті Луховиці Московської області.
- Крім того, в селі Підлісна Слобода Луховицького району встановлено пам'ятник Зубачову.

## У кіно
- 2010 — у фільмі «Брестська фортеця» його зіграв актор Сергій Цепов.
- 2010 — документально-ігровий фільм Олексія Пивоварова «Берестя. Кріпосні герої» (НТВ)